# 山口直行
山口 直行（やまぐち なおゆき）は、安土桃山時代から江戸時代初期にかけての武士。島津氏の家臣。通称は五郎兵衛。嫡男は直重。

## 略歴
徳川家康の直臣である山口直友の弟とも従弟ともされる。
直友は庄内の乱では島津氏と伊集院氏との、関ヶ原の戦いでは島津氏と徳川氏との調停役を務めたのであるが、島津氏はこれに感謝し、毎年1,000石を謝礼として直友へ送っていた。これに対し直友は、直行を島津氏に仕えさせ、謝礼の石高のうちから扶持してくれるよう島津側に申し送った。それに伴い、直行は慶長9年（1604年）5月に薩摩国へ下り、薩摩藩士となった。
慶長18年（1613年）7月より病となり、翌8月に死去した。